# Century Aluminum
Century Aluminum ist ein amerikanischer Aluminiumerzeuger. Das Unternehmen entstand 1995 als Ausgründung aus Glencore International. 2015 produzierte Century 936.000 t Primäraluminium.
Eine Aluminiumschmelze in Helguvik, Island, mit einer Jahreskapazität von 360.000 t ist von der Tochterfirma Norðurál geplant. Der dafür nötige Strom soll durch Geothermie erzeugt werden. Das Projekt ruht derzeit (2019). Das Werk in Ravenswood (West Virginia) wurde 2015 geschlossen.

## Werke
- Hawesville, Kentucky: 252.000 t
- Sebree, Kentucky: 218.000 t
- Mt. Holly, South Carolina: 231.000 t
- Grundartangi, Island: 312.000 t
- Vlissingen, Niederlande (Graphitelektroden)